# Mascarenhasia
Mascarenhasia là chi thực vật có hoa trong họ Apocynaceae.